# 谭第卡·麦坎达维尔
谭第卡·麦坎达维尔（1940年10月10日—2020年3月27日）是一位马拉维经济学家和公共知识分子、前伦敦经济学院非洲发展主席和非洲发展教授以及非洲社会科学领域的知名学者。 他的研究专注于发展理论以及经济和社会政策。

## 个人简介
谭第卡·麦坎达维尔出生于马拉维，曾就读于松巴天主教中学，然后出国留学。
谭第卡·麦坎达维尔在俄亥俄州立大学获得了文学学士学位和经济学硕士学位。 他曾在斯德哥尔摩大学和津巴布韦大学任教授。 后来，他担任了联合国社会发展研究所所长和非洲社会科学研究发展委员会的主任。 他是社会科学研究委员会的董事会成员。 他被赫尔辛基大学、加纳大学和约克大学授予荣誉学位。 他曾是伦敦政治经济学院非洲发展的主席和教授。 他曾担任瑞典未来研究所的和平教授。
谭第卡·麦坎达维尔于同年1月中风，于2020年3月27日在瑞典斯德哥尔摩去世，享年79岁。